# 若狹和田站
若狹和田站（日语：／ Wakasa-Wada eki */?）是位於福井縣大飯郡高濱町和田2番12號，西日本旅客鐵道（JR西日本）的小濱線車站。

## 歷史
- 1925年（大正14年）6月26日 - 小濱線若狹高濱站至若狹本鄉站之間開設若狹和田臨時停車場。
- 1934年（昭和9年）6月1日 - 升級至車站，名為若狹和田站。同時開始起卸貨物業務。
- 1973年（昭和48年）3月15日 - 國鐵職員停止售票、檢票業務，旅客業務無人化。（隨後開始進行售票車票，簡易委託化）
- 1987年（昭和62年）4月1日 - 伴隨國鐵分割民營化，車站由西日本旅客鐵道（JR西日本）營運。

## 車站構造
車站是一座地面車站，設有1面1線單式月台，敦賀方向的列車會開啟左邊車門。前往東舞鶴方向和敦賀方向的列車使用同一月台。在2005年，車站大樓進行翻新，大樓內加設觀光詢問處「Peaceful和田」。
此站是由敦賀地域鐵道部管理的簡易委託車站，委托自治體進行櫃臺業務。車站使用POS終端售票。在車站沒有職員當值時，乘客可使用自動售票機購買車票，但是售票機已經撤走。現時，一人控制列車會當作無人車站一樣，於後門上車和前門下車。

## 使用狀況
根據「福井縣統計年鑑」，在2018年（平成30年）度1日平均乘車人次為118人。
以下各為年度1日平均乘車人次列表：
| 年度               | 非定期票乘客 | 定期票乘客 | 合計 |
| ------------------ | ------------ | ---------- | ---- |
| 1997年（平成09年） | 80           | 105        | 185  |
| 1998年（平成10年） | 78           | 116        | 193  |
| 1999年（平成11年） | 73           | 134        | 207  |
| 2000年（平成12年） | 56           | 136        | 192  |
| 2001年（平成13年） | 58           | 123        | 181  |
| 2002年（平成14年） | 60           | 119        | 179  |
| 2003年（平成15年） | 51           | 101        | 152  |
| 2004年（平成16年） | 46           | 94         | 140  |
| 2005年（平成17年） | 45           | 94         | 139  |
| 2006年（平成18年） | 43           | 94         | 137  |
| 2007年（平成19年） | 47           | 102        | 149  |
| 2008年（平成20年） | 45           | 103        | 148  |
| 2009年（平成21年） | 43           | 108        | 151  |
| 2010年（平成22年） | 43           | 114        | 157  |
| 2011年（平成23年） | 44           | 105        | 149  |
| 2012年（平成24年） | 41           | 106        | 147  |
| 2013年（平成25年） | 39           | 109        | 148  |
| 2014年（平成26年） | 40           | 108        | 149  |
| 2015年（平成27年） | 40           | 103        | 142  |
| 2016年（平成28年） | 41           | 95         | 136  |
| 2017年（平成29年） | 39           | 81         | 121  |
| 2018年（平成30年） | 39           | 79         | 118  |

## 車站周邊
- 國道27號
- 福井縣道237號畑若狹和田停車場線（日语：福井県道237号畑若狭和田停車場線）
- 和田海灘 - 距離車站約0.4公里。
- 和田Marine
- 安土山公園 - 車站以北約0.8公里。
- 青戶入江（日语：青戸入江）
- 若狹高濱ELDOLAND（日语：若狭たかはまエルどらんど）
- 真乘寺
- 道之驛海邊高濱（日语：道の駅シーサイド高浜）
- 高濱町國民健康保險和田診所
- 高濱町保健福祉中心
- 和田郵局
- 高濱町立和田小學
- 高濱敬愛之里（社會福祉法人）
- 國土交通省高濱雪寒基地

## 相鄰車站
西日本旅客鐵道（JR西日本）
■小濱線
若狹高濱－若狹和田－若狹本鄉

## 注腳
1. ↑  福井県統計年鑑 （页面存档备份，存于）（日語）
2. ↑   (PDF). 福井県.   [2020-05-10]. （原始内容存档 (PDF)于2021-11-03） （日语）.

## 外部連結
- 若狹和田｜車站資訊：JR出門網 - 西日本旅客鐵道（日語）